# Diplazium wallichianum
Diplazium wallichianum är en majbräkenväxtart som beskrevs av Fraser-jenk.
Diplazium wallichianum ingår i släktet Diplazium och familjen Athyriaceae. Inga underarter finns listade i Catalogue of Life.